# Wolf-Michael Catenhusen

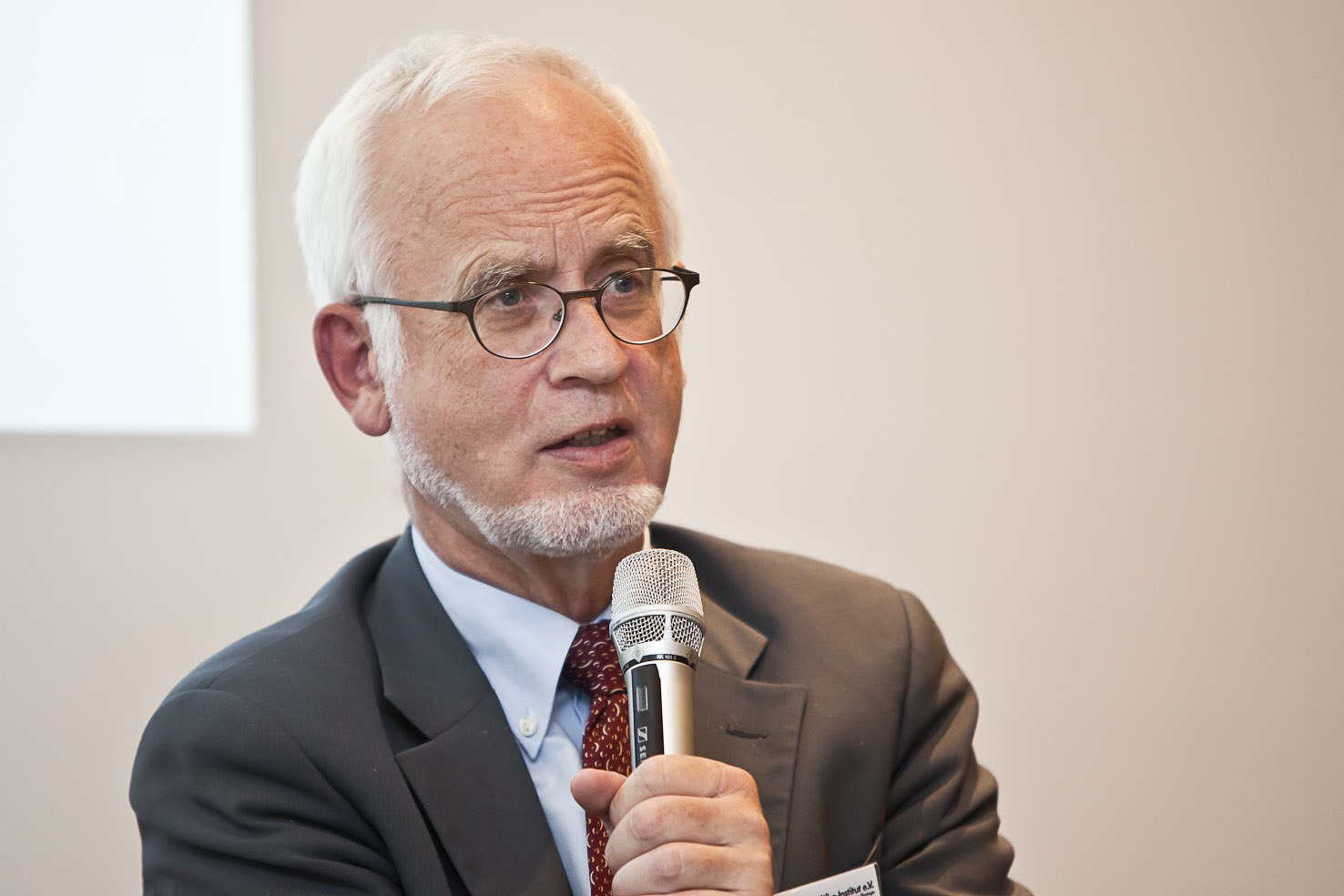
Wolf-Michael Catenhusen, 2010

Wolf-Michael Catenhusen (* 13. Juli 1945 in Höxter; † 30. April 2019 in Berlin) war ein deutscher Politiker (SPD).
Er war von 1998 bis 2002 Parlamentarischer Staatssekretär und von 2003 bis 2005 beamteter Staatssekretär im Bundesministerium für Bildung und Forschung. Zuletzt war Catenhusen stellvertretender Vorsitzender des Nationalen Normenkontrollrates und stellvertretender Vorsitzender im Deutschen Ethikrat.

## Leben und Beruf
Nach dem Abitur 1965 absolvierte Catenhusen ein Lehramtsstudium der Fächer Latein, Geschichte und Sozialwissenschaften in Göttingen und Münster, welches er mit dem ersten und dem zweiten Staatsexamen für das Lehramt an Gymnasien beendete. Ab 1977 war er Lehrer am Gymnasium Arnoldinum in Burgsteinfurt.
Wolf-Michael Catenhusen war verheiratet und hatte zwei Kinder.
Er war von 1999 bis 2011 Mitglied im Präsidium des Deutschen Evangelischen Kirchentages. Im Kompetenznetzwerk Stammzellforschung NRW war er Beiratsvorsitzender.

## Partei
Seit 1968 war er Mitglied der SPD. Von 1975 bis 1985 war er Vorsitzender des SPD-Unterbezirks Münster und gehörte ab 1976 dem SPD-Bezirksvorstand Westliches Westfalen an. Von 1995 bis 2003 war er außerdem Mitglied des SPD-Bundesvorstandes.

## Abgeordneter

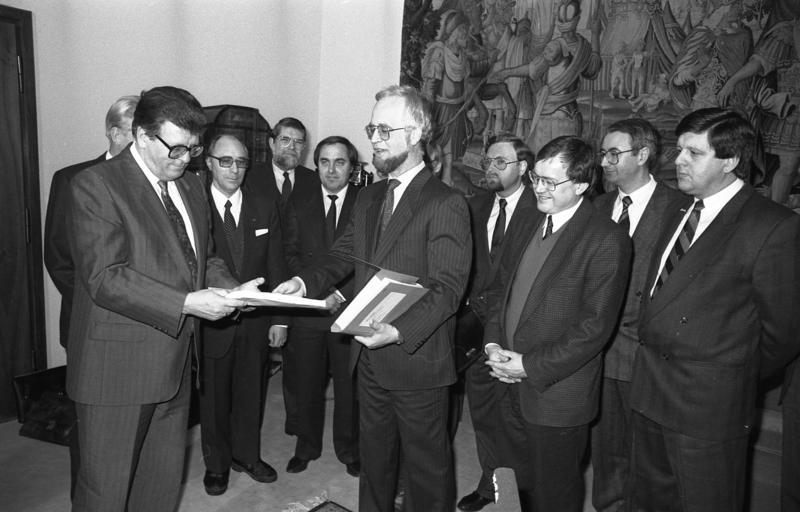
Catenhusen übergibt Philipp Jenninger den Abschlussbericht der Enquete-Kommission „Chancen und Risiken der Gentechnologie“ (1987).

Von 1980 bis 2002 war Catenhusen Mitglied des Deutschen Bundestages. Hier war er von 1984 bis 1986 Vorsitzender der Enquête-Kommission Chancen und Risiken der Gentechnologie und von 1987 bis 1994 Vorsitzender des Ausschusses für Forschung und Technologie bzw. Forschung, Technologie und Technikfolgenabschätzung (ab November 1989). Von 1994 bis 1998 war Catenhusen Parlamentarischer Geschäftsführer der SPD-Bundestagsfraktion.
Wolf-Michael Catenhusen zog stets über die Landesliste Nordrhein-Westfalen in den Bundestag ein.

## Öffentliche Ämter
Am 27. Oktober 1998 wurde er als Parlamentarischer Staatssekretär beim Bundesministerium für Bildung und Forschung (BMBF) in die von Bundeskanzler Gerhard Schröder geführte Bundesregierung (Kabinett Schröder I) berufen. Nach der Bundestagswahl 2002 schied er am 22. Oktober 2002 aus diesem Amt, wurde jedoch am 1. Juli 2003 zum beamteten Staatssekretär im BMBF ernannt. Nach der Ernennung von Annette Schavan (CDU) zur neuen Bundesbildungsministerin wurde Catenhusen zum 31. Dezember 2005 in den einstweiligen Ruhestand versetzt.
Von 2006 bis Anfang 2011 war Catenhusen Vorsitzender der Nano-Kommission der Bundesregierung, die beim Bundesministerium für Umwelt, Naturschutz und Reaktorsicherheit angesiedelt war und im Februar 2011 ihren Abschlussbericht zu Risiken und Chancen der Nanotechnologie vorgelegt hat.
Ab 19. September 2006 gehörte er dem Nationalen Normenkontrollrat an und war dessen stellvertretender Vorsitzender. Von April 2008 bis 2016 war er auch Mitglied im Deutschen Ethikrat, ab 2012 als stellvertretender Vorsitzender.